# Rocambole
Rocambole er hovedpersonen i en romanserie af Pierre Alexis Ponson du Terrail 1857-1871. Rocambole er en fiktiv eventyrhelt. Rocambole havde stor betydning for udviklingen af krimien og spændingslitteraturen, da den repræsenterer overgangen fra den gotiske roman til den moderne spændingslitteratur. Ordet rocambolesque er på fransk blevet synonym med det fantastiske eventyr, især hvis historien indeholder flere overraskende drejninger.

## Opsummering af seriens handling
I den første roman bliver Rocambole introduceret for læseren som en opfindsom dreng, der som forældreløs bliver adopteret af den snu gamle kone, Maman Fipart. I starten er han medhjælper for den onde Andrea de Felipone: sir Williams, i hans kamp mod Andreas halvbror, grev de Kergaz. En af de andre vigtige personer i denne kamp er luderen med et hjerte af guld og nerver af stål, Louise Charmet eller Baccarat.
I den tredje roman i serien overtager Rocambole forbryderorganisationen og dræber sir Williams. Men hans onde planer bliver igen afværget af Baccarat, og han ender som fange i strafarbejdslejren i Toulon (det samme fængsel hvor Jean Valjean var fængslet i Les Misérables.)
I den fjerde roman møder læseren en ældre og klogere Rocambole, der er blev benådet, og som er blevet en helt med gode hensigter. Denne historie faldt dog ikke i læsernes smag og Ponson du Terrail skrev en ny version, hvori Rocambole undslipper fra Toulon, genopretter sin ære og igen bliver helt.
De senere romaner handler om Rocambole som en frygtløs helt, der bekæmper en vidt forskellige nedrige skurke som den indiske thuggee. Han er blevet hjernen bag foretagendet, som tager til Indien og har samlet forskellige talentfulde hjælpere.
Rocambole foregriber fiktive personer som A.J. Raffles, Arsène Lupin, Fantômas, The Saint, Doc Savage, Judex og The Shadow.
I slutningskapitlet af sjette bind afslører Ponson du Terrail, at Rocambole eksisterer i virkeligheden og faktisk fortalte sine egne oplevelser gennem den fiktive person, og på den måde har opfundet en af de første metafiktive helte.
Serien blev efter Ponson du Terrails død taget op og fortsat af andre franske forfattere som Contant Gueroult og Jules Cardoze.

## Rocambole i Danmark
Rocambole-serien blev også kendt i Danmark, og de første fire bind blev oversat og udgivet på dansk 1868-1870. Interessen for Rocambole affødte også danske kopier. En af dem var bogen En kjøbenhavnsk Rocambole – eller: Et Blad til Hovedstadens hemmelige Historie (med undertitlen "Original Roman af C.S. Trykt paa Udgiverens Forlag hos A. Friberg) fra 1869 som på samme måde som forlægget fortæller om hemmelige selskaber af skurke og helte, der bekæmper hinanden, men med København som baggrund i stedet for storstaden Paris.
Holger Drachmann beskriver, hvordan bogen var yndet som underholdningslitteratur for den københavnske underklasse i novellen Maaneskin i samlingen Skyggebilleder fra Rejser i Indland og Udland fra 1883. Hovedpersonen, den rige fuldmægtig, er midt om natten trådt ind på et værtshus på Nørrebrogade i København. Drengen der har lukket ham ind går straks tilbage for at genoptage læsningen af en bog:
| Citat                           | Fuldmægtigen drak, sad lidt i Tavshed, syntes, at han skulde begynde med noget og spurgte saa: Er det meget interessant, hvad Du dér læser? - Drengen saa' ikke op. Fuldmægtig Abel gentog sit Spørgsmaal en Kende højere i Tonen, og sagde denne Gang "De" [...] Drengen saa' paa ham med et forbiglidende Blik, vendte sig derefter til Gæsten ved Bordet og atter tilbage til sin Bog med det ene Ord, i hæs Overgangsstemme: Rokkambole! | Citat |
| Skyggebilleder, 1883, s. 96-97. | |       |

Den nyeste danske oversættelse (i 8 bind) af Rocambole er fra 1957.

## Bøger i serien
1. Les Drames de Paris (1857) (eller L’Héritage Mystérieux)
2. Le Club des Valets de Coeur (1858)
3. Les Exploits de Rocambole (1858-59)
4. Les Chevaliers du Clair de Lune (1860-62)
5. La Résurrection de Rocambole (1865-66) (Denne roman omskriver og afløser de 4 forrige)
6. Le Dernier Mot de Rocambole (1866-67)
7. Les Misères de Londres (1867-68)
8. Les Démolitions de Paris (1869)
9. La Corde du Pendu (1870, aldrig afsluttet)

### Af andre forfattere
- af Contant Gueroult:
  1. Le Retour et la Fin de Rocambole (1875)
  2. Les Nouveaux Exploits de Rocambole (1880)

- af Jules Cardoze:
  1. Les Bâtards de Rocambole (1886)

- af Leite Bastos:
  1. Som Maravilhas do Homem Pardo (188?) (Portugisisk opfølger til La Corde du Pendu.)

- af Frédéric Valade:
  1. Le Petit-Fils de Rocambole (1922)
  2. La Haine immortelle (1922)
  3. Le Testament de Rocambole (1931)
  4. Olivia contre Rocambole (1931)
  5. La Justice de Rocambole (1932)
  6. La Belle Olivia (1932)
  7. Les Larmes de Rocambole (1933)
  8. Le Châtiment d’Olivia (1933)

## Film
- Rocambole (fransk; serie, sort-hvid, 1914)
- Rocambole (fransk; serie, sort-hvid, 1924)
- Rocambole (fransk; sort-hvid 1932)
- Rocambole (Mexico; sort-hvid, 69 min., 1946)
- Rocambole (fransk; sort-hvid, 105 min., 1947)
- Rocambole (fransk; farvefilm, 100 min., 1962)

## TV
Rocambole (Fransk, sort-hvid, 3 sæsoner med hver 26 afsnit på 15-min, 1964-65)

## Ekstern henvisning
- The French Wold Newton Universe – Rocambole